# George Alistair Sanger
George Alistair Sanger (* 14. Dezember 1957), auch bekannt unter dem Pseudonym The Fat Man bzw. The Fatman, ist ein US-amerikanischer Komponist für Computerspiele.

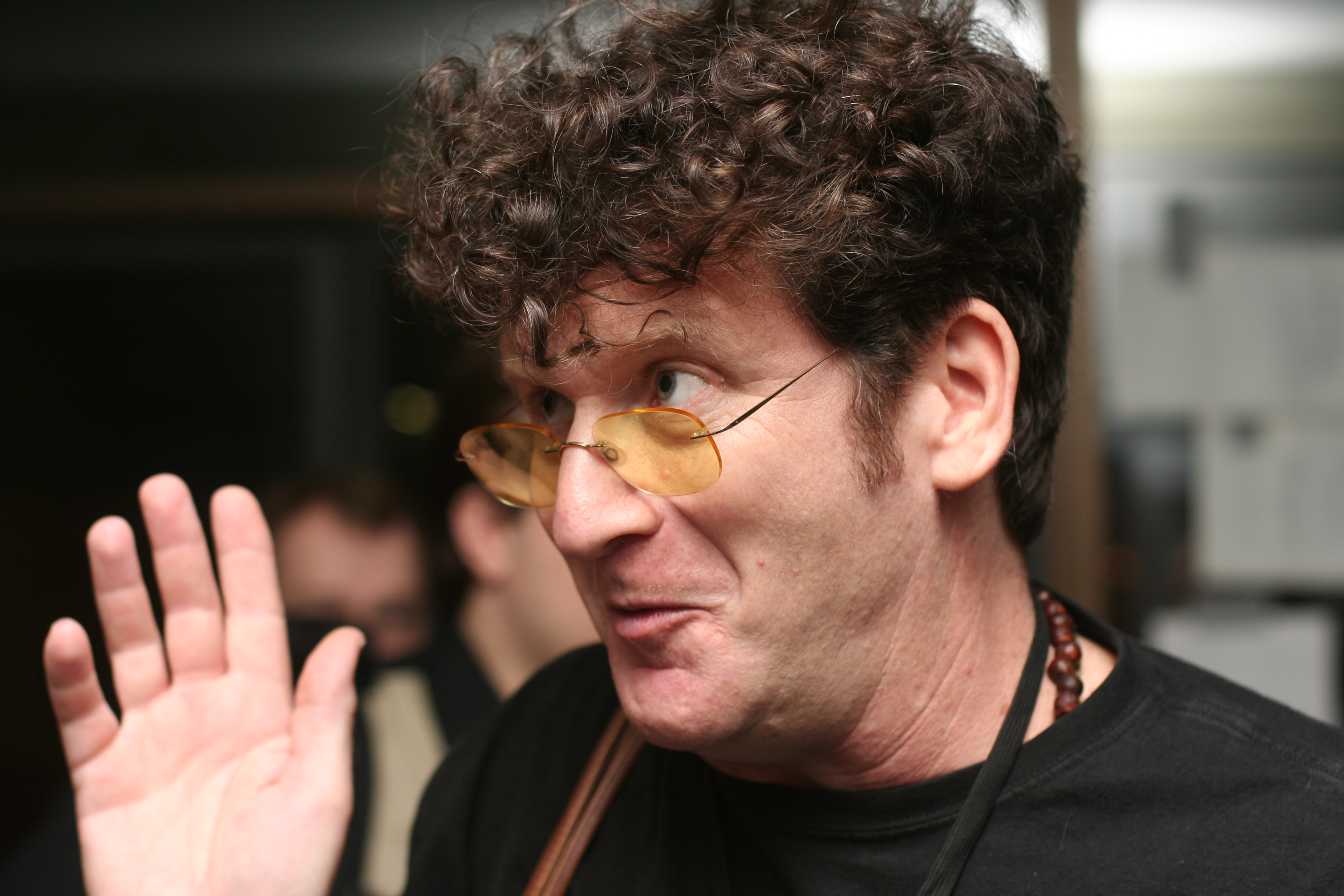
George Sanger (2008)

## Leben

### Privates
George Sanger wurde am 14. Dezember 1957 als zweites von sieben Kindern der Anästhesistin Bottom und des Gynäkologen George Sanger sr. geboren. Sein Bruder David Sanger ist Drummer der Countryband Asleep at the Wheel. In seiner Kindheit besuchte er die Coronado High School in Coronado (Kalifornien), nahe San Diego. Nach der Schule besuchte er das Occidental College, wo er Physik studierte und einen Bachelor-Abschluss mit Musik als Hauptfach erzielte. Er studierte weiterhin an der Loyola Marymount’s Television Production School und der USC Film School. George Sanger war verheiratet mit Linda Sanger, mit der er zwei Töchter, Gwen und Sandy, hat. Gwen – damals noch Glen – war Mitbegründerin des Spieleentwicklungsstudios Spark Brilliance Productions in Austin. Heute lebt er mit seiner Frau Cindy Sanger zusammen.

### Karrierebeginn
Nach seiner Studienzeit arbeitete George Sanger einige Zeit für diverse Aufnahmestudios in Los Angeles, bevor er 1983 erstmals als Komponist in der Computerspielbranche tätig wurde. Er gilt als einer der Pioniere der Computerspielmusik, zu einem Zeitpunkt, als Begleitmusik noch keinen hohen Stellenwert in der Spieleproduktion besaß:

“At the time, it should be remembered, there was almost no competition at all. Writing music for games was considered to be at the artistic level of, say, writing the tones that tell the McDonalds’ workers that the french fries are ready.”

„Man sollte bedenken, dass es zu diesem Zeitpunkt noch nahezu keine Konkurrenz gab. Musik für Computerspiele zu schreiben wurde ungefähr auf derselben künstlerischen Stufe gesehen wie, sagen wir mal, die Komposition der Signaltöne, die den McDonalds-Mitarbeitern sagen, dass die Pommes frites fertig sind.“

Sein erster musikalischer Beitrag zu einem Computerspiel war ein zehnsekündiges Instrumentalstück namens Carnival of the Penguins für das Intellivision-Spiel Thin Ice, um das er von David Warhol, einem Spieleentwickler und College-Zimmergenossen seines Bruders Rick, gebeten wurde und im Gegenzug dafür 1.000 € erhielt. Nach diesem kurzen Ausflug in die Spielebranche schrieb Sanger vorerst Musikstücke für Werbefilme und übernahm kleinere Arbeiten, etwa die Musik für NES-Fassung des LucasFilm-Games-Titels Maniac Mansion. 1985 zog Sanger nach Austin (Texas), wo er unter anderem ein Tonstudio betrieb.
Auf Initiative Warhols kam er in Kontakt mit Brian Moriarty, der zu diesem Zeitpunkt für Lucasfilm Games das Adventure Loom entwickelte. Moriarty bat Sanger, für dieses Spiel MIDI-Musik auf Basis von Tschaikowskis Schwanensee zu adaptieren. Vom ebenfalls in Austin ansässigen Entwickler Origin Systems erhielt er außerdem den Auftrag über die Erstellung des Soundtracks für die Weltraum-Flugsimulation Wing Commander. Beide Spiele wurden 1990 veröffentlicht. Als Unterstützung für den Wing-Commander-Auftrag engagierte Sanger den Musiker Dave Govett, den er aus seiner Zeit als Studiobetreiber kannte. Da das Spiel Soundkarten des Typs Soundblaster unterstützte, konnten Sanger für die Komposition auf die zu diesem Zeitpunkt qualitativ führende Technik zurückgreifen. Hinzu kam, dass das Spiel zu den ersten Spielen zählte, das auf einen reaktionären Soundtrack setzte. Dadurch passte sich die Musikuntermalung dynamisch an die Ereignisse des Missionsverlaufs an, zum Beispiel das Einspielen einer kurzen Siegesmelodie bei erfolgreichem Abschuss eines Gegners. Sowohl der Soundtrack zu Loom als auch zu Wing Commander wurden anlässlich der Spotlight-Awards während der Game Developers Conference für die Auszeichnung als bester Spielesoundtrack vorgeschlagen, den Preis erhielt Sanger für Wing Commander. Das hohe Kritikerlob steigerte Sangers Bekanntheitsgrad in der Spielebranche, es folgten zahlreiche weitere Aufträge.
Seither schrieb Sanger die Begleitmusik zu über 200 Computerspielen. Er gilt als Komponist des ersten General-MIDI-Spielesoundtracks, der ersten direkt im MIDI-Format aufgenommenen Live-Musikaufnahme, des ersten auf Begleit-Audio-CD mitgelieferten Soundtracks zu einem Computerspiel und des ersten Soundtracks, der als Verkaufsargument für ein Spiel diente.

### Weitere Aktivitäten
Sanger arbeitet eng mit den Musikern Dave Govett, Joe McDermott und Kevin Weston Phelan zusammen. Gemeinsam bildet das Quartett seit 1992 das sogenannte Team Fat. Neben der Komposition von Musik arbeiteten Sanger und Phelan auch an Tonbibliotheken für die General-MIDI-Schnittstelle, um die einheitliche Wiedergabe ihrer eigenen Kompositionen zu garantieren. Diese Tonbibliotheken wurden unter anderem mit Unterstützung des Herstellers Yamaha in dessen Soundchips OPL2 und OPL3 integriert, die Grundlage zahlreicher Soundkarten, etwa der Marken Soundblaster oder AdLib, waren.
Sanger ist Initiator verschiedener Aktivitäten zur Stärkung des Audiobereichs in der Spielebranche. Die Ziele seiner Arbeit formulierte 1995 unter dem Titel „Manifatso“, in dem er sich unter anderem für die Kreation ausdrucksstarker, nicht-repetitver sowie künstlerisch freier und unabhängiger Musik für Computerspiele ausspricht. Sanger rief die jährliche Fachkonferenz „Project Bar-B-Q“ und „Project Horseshoe“, das sich als Denkfabrik für den Audiobereich sieht, sowie die Audio-Bibliothek GamePlayMusic. Sanger engagierte sich weiterhin erfolgreich mit führenden Spielekomponisten für die Zulassung von Computerspielmusik zu den Grammy Awards, die seit den 42. Grammy-Awards 2000 in den Kategorien „Bestes zusammengestelltes Soundtrackalbum für Film, Fernsehen oder visuelle Medien“, „Bestes komponiertes Soundtrackalbum für Film, Fernsehen oder visuelle Medien“ und „Bester Song geschrieben für Film, Fernsehen oder visuelle Medien“ wirksam ist.
Zwischen Juni 2017 und Juni 2019 arbeitete Sanger als Verantwortlicher für die Audioproduktion beim AR-Unternehmen Magic Leap.

## Öffentliche Wahrnehmung
Sanger gilt als kühner Selbstdarsteller, der mit seiner Künstleridentität eines lautstarken texanischen Cowboys spielt. Sein Künstlername steht im Widerspruch zu seiner tatsächlichen Statur. Zu seinen Markenzeichen zählen unter anderem auffällige Strass-Anzüge des ukrainisch-amerikanischen Modedesigners Nudie Cohn, in Verbindung mit einem Stetson-Cowboyhut und dicken Zigarren. 1994, im Rahmen eines Beitrags für das People Magazine, bezeichnete ihn der Autor Steve Dougherty als „einen Kandidaten für den produktivsten und obskursten lebenden amerikanischen Komponisten“. Gary Andrew Poole von der Zeitschrift Wired bezeichnete Sanger 1997 als „eine Art von Superstar“, dessen „reiche Kompositionen weit entfernt sind von dem Gepiepse und Geblubber, das die meisten Spielesoundtracks auszeichnet“.

## Auszeichnungen
- Im Rahmen der ersten Spotlight-Awards während der Spieleentwickler-Fachtagung Game Developers Conference erhielt Sanger für seinen Soundtrack zu Wing Commander den Music Award. Zu den insgesamt drei nominierten Soundtracks zählt auch Sangers Komposition für das Adventure Loom.[13]
- Im Rahmen der Game Developers Choice Awards 2007 erhielt Sanger den IGDA Award For Community Contribution, in Anerkennung seiner zahlreichen Beiträge zur Förderung interaktiven Audiodesigns und der Weiterentwicklung der Spieleindustrie als ganzes.[14]

## Spielekompositionen
- Maniac Mansion (1988, NES-Version)
- Wing Commander (1990)
- Loom (1990)
- Wing Commander II (1991)
- Ultima Underworld: The Stygian Abyss (1992)
- Master of Orion (1993)
- The 7th Guest (1993)
- The 11th Hour (1995)
- Evil Genius (2004)

## Diskografie
The Fat Man And Team Fat
- 7/11 (1997)
- Surf.com (1997)
- Flabby Rode (1998)

## Schriften
- George Alistair Sanger: The Fatman on Game Audio: Tasty Morsels of Sonic Goodness. New Riders Games, Indianapolis 2003, ISBN 1-59273-009-4.